# Harold Munro Fox
Harold Munro Fox, geboren als Harold Munro Fuchs (* 28. September 1889 in Clapham, London; † 29. Januar 1967 in London) war ein britischer Zoologe.

## Biografie
Fox hieß ursprünglich Fuchs, da sein Vater ein ehemaliger Hauptmann in der preußischen Armee war. Fox besuchte das Brighton College und studierte Naturwissenschaften mit Schwerpunkt Zoologie an der Universität Cambridge (Gonville and Caius College) mit dem Abschluss 1911 (Teilnahme an den Tripos-Prüfungen für Naturwissenschaften von 1908 bis 1911). Danach war er am meeresbiologischen Labor der Marine Biological Association in Plymouth und 1912 an der Zoologischen Station in Neapel. 1913 wurde er Lecturer in Zoologie am Royal College of Science in London. Im Ersten Weltkrieg diente er als Soldat im Army Service Corps im Mittelmeerraum (Balkan, Ägypten, Saloniki, Palästina) und änderte seinen Namen 1914 von Fuchs zu Fox. Nach dem Ersten Weltkrieg war er wieder auf seinem alten Posten in London, ging aber 1919 nach Kairo als Lecturer an der Cairo School of Medicine. Seine dort unternommene Forschung über Protozoen reichte er für eine Fellowship am Caius and Gonville College in Cambridge ein, die 1920 erteilt wurde und die er 1923 antrat und bis 1928 innehatte. Außerdem war er von 1924 bis 1927 Balfour Student in Cambridge. 1924/25 leitete er mit John Stanley Gardiner eine Expedition zum Studium der Meeresfauna im Suez-Kanal. Von 1927 bis 1941 war er Leiter der Abteilung Zoologie und Professor an der University of Birmingham und 1941 bis zur Emeritierung 1954 Professor am Bedford College der Universität London, wobei er während des Zweiten Weltkriegs in Cambridge evakuiert war. Von 1953 bis 1956 war er Fullerian Professor of Physiology der Royal Institution in London. Im Ruhestand forschte er von 1955 bis 1967 am Queen Mary College in London weiter.
Er untersuchte wirbellose Meerestiere wie Ostrakoden.
1937 wurde er Fellow der Royal Society und 1959 erhielt er die Linné-Medaille und 1966 die  Darwin-Medaille. Im Dezember 1948 nahm ihn die Académie royale des Sciences, des Lettres et des Beaux-Arts de Belgique als assoziiertes Mitglied auf.

## Schriften
- Blue Blood in Animals, and other essays in biology, Routledge 1928
- Selene, or Sex and the Moon, Kegan Paul & Co, London, 1928
- Biology. An introduction to the study of life, Cambridge University Press, 1932
- mit Harold Webb, Mildred Annie Grigg: Elementary Science, Cambridge UP 1935, 1936
- als Herausgeber und Autor: Plants & Animals. The biology sections from Elementary Science by Harold Webb and Mildred Annie Grigg, Cambridge University Press 1937
- The Personality of Animals, Penguin 1940
- mit Gwynne Vevers: The Nature of Animal Colours, London, Sidgwick & Jackson, 1960